# مارك مايرز
مارك مايرز (بالإنجليزية: Marc Myers)‏ هو صحفي الموسيقى وصحفي أمريكي، ولد في 4 سبتمبر 1956.

## وصلات خارجية
- مارك مايرز على موقع ميوزك برينز (الإنجليزية)